# 蘭努鄉

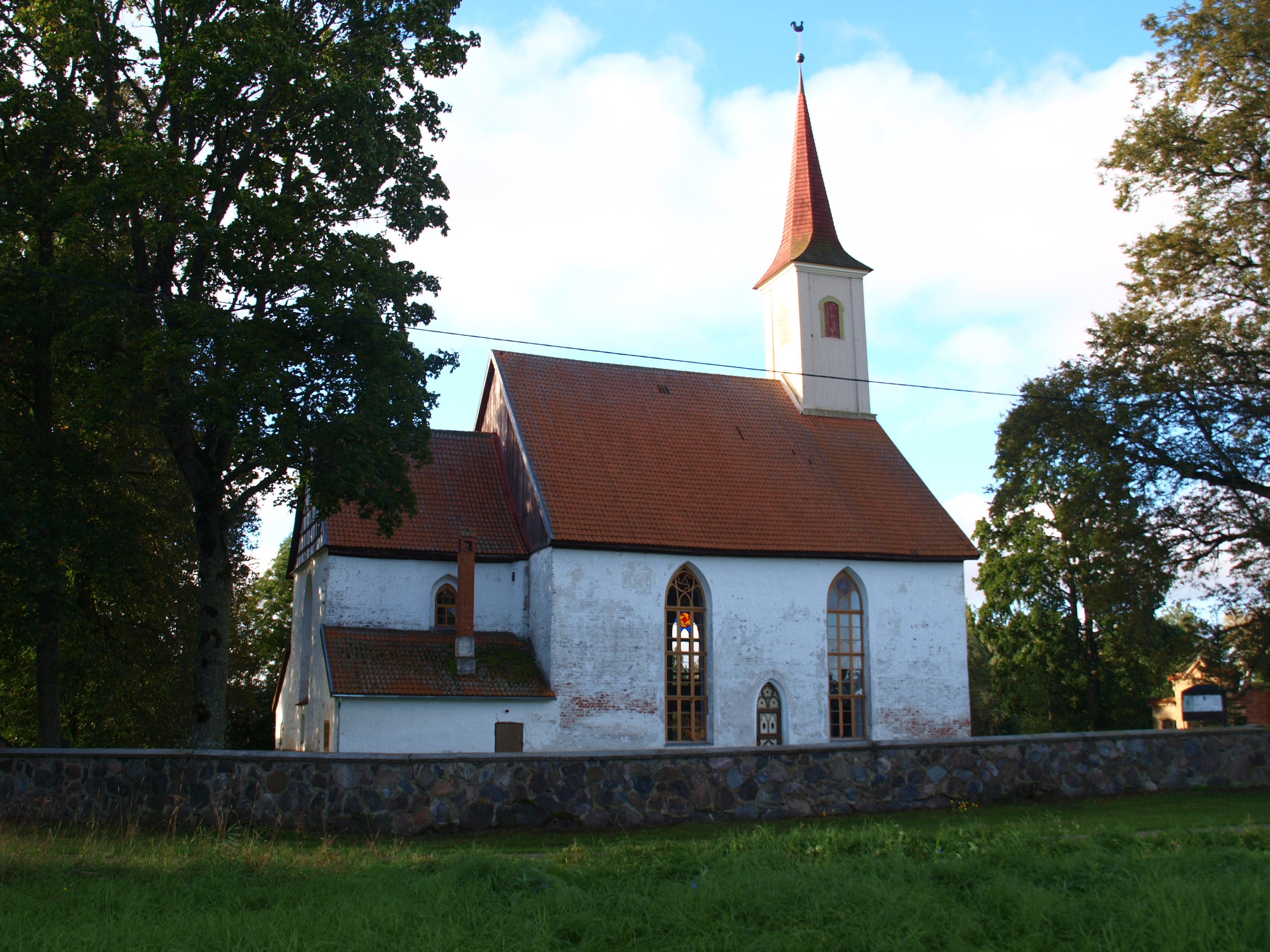
兰努教堂

蘭努鄉，曾是愛沙尼亞塔爾圖縣的一個鄉村型市镇，位於該國東南部，行政中心設於瓦拉帕盧，面積158平方公里，2010年人口1,745，人口密度每平方公里11人。
2017年爱沙尼亚行政改革后，蘭努市镇与其他市镇一起合并为新的埃尔瓦市镇。
58°14′N 26°13′E / 58.233°N 26.217°E